# 328 av. J.-C.
Cette page concerne l'année 328 av. J.-C. du calendrier julien proleptique.

## Événements
- Printemps-été : dures opérations militaires d'Alexandre le Grand en Bactriane et Sogdiane qui se terminent au début de l'année 327 av. J.-C.[1].
- 18 juillet (1er juillet du calendrier romain) : début à Rome du consulat de Publius Cornelius Scapula et Publius Plautius Proculus. Une colonie latine est envoyée à Frégelles, qui commande le passage du Latium à la Campanie par la trouée du Liri, en violation d'un accord avec les Samnites par lequel le territoire à l'Est du Liri doit rester libre de l'occupation romaine. Les habitants de Paleopolis, cité grecque de la baie de Naples, font des incursions sur les territoires de Capoue et de Falerne[2].
- Automne : meurtre de son ami Cleitos[1] par Alexandre le Grand au cours d'un banquet, car ce dernier estimait que les exploits de Philippe II, le père d'Alexandre, surpassaient ceux du fils.
- Décembre : Spitaménès, battu, est livré par les Massagètes à Alexandre[1]. Oxyartès se rallie.

- Qin conquiert le Nord-Ouest et l’Ouest de la Chine (fin en 308 av. J.-C.). Il repousse les nomades de la steppe du nord de la province actuelle du Shaanxi[3].
- Alexandre recrute 30 000 épigones, jeunes iraniens qu’il fait entraîner et armer comme des hoplites grecs (328/327 av. J.-C.)[4].

## Décès
- Bessus est exécuté comme régicide.
- Cleithos
- Mazaios